# Ticino (vonat)
A Ticino egy vasúti Trans-Europ-Express járat volt Milánó és Zürich között. 1974 és 1982 között a járat végállomása Zürich helyett München lett. Nevét a svájci Ticino kanton után kapta.

## Története
A járat 1961. július 1-én mint Trans Europ Express (TEE) járat indult el csak első osztályú kocsikkal, 1974 és 1982 között mint D-Zug, 1993 és 2008 között pedig mint EuroCity (EC) járat közlekedett. 2008-ban utódlás nélkül megszűnt.

## Menetrend
A járat 1971/72-es menetrendje:
| TEE 57 | Ország      | Állomás         | km  | TEE 56 |
| ------ | ----------- | --------------- | --- | ------ |
| 12:40  | Svájc       | Zürich          | 0   | 12:15  |
| 15:30  | Svájc       | Lugano          | 216 | 09:17  |
| 16:55  | Olaszország | Como            | 247 | 09:49  |
| 17:29  | Olaszország | Milano Centrale | 293 | 09:15  |